# Nessuno torna indietro (miniserie televisiva)
Nessuno torna indietro  è uno sceneggiato del 1987 in quattro puntate , diretto da Franco Giraldi, liberamente tratto dall’omonimo romanzo di Alba de Céspedes, pubblicato nel 1938.

## Trama
A Roma, alla vigilia dello scoppio della guerra civile spagnola, un gruppo di studentesse universitarie alloggia presso un collegio femminile gestito da suore. Ciascuna di loro andrà incontro alla sua vita da adulta fra desideri di emancipazione, ambizioni, amore, sesso, ambizioni, frustrazioni, delusioni, morte e successi.